# Sakurajima
Sakurajima (桜島), também romanizado como Sakurashima, é um estratovulcão ativo e antigamente era uma pequena ilha com o mesmo nome que agora está ligada com a ilha de Kyūshū, uma das quatro grandes ilhas do Japão e localiza-se na Província de Kagoshima no sul do país. O fluxo de lava da erupção de 1914 causou a ligação da antiga ilha com a Península de Osumi.

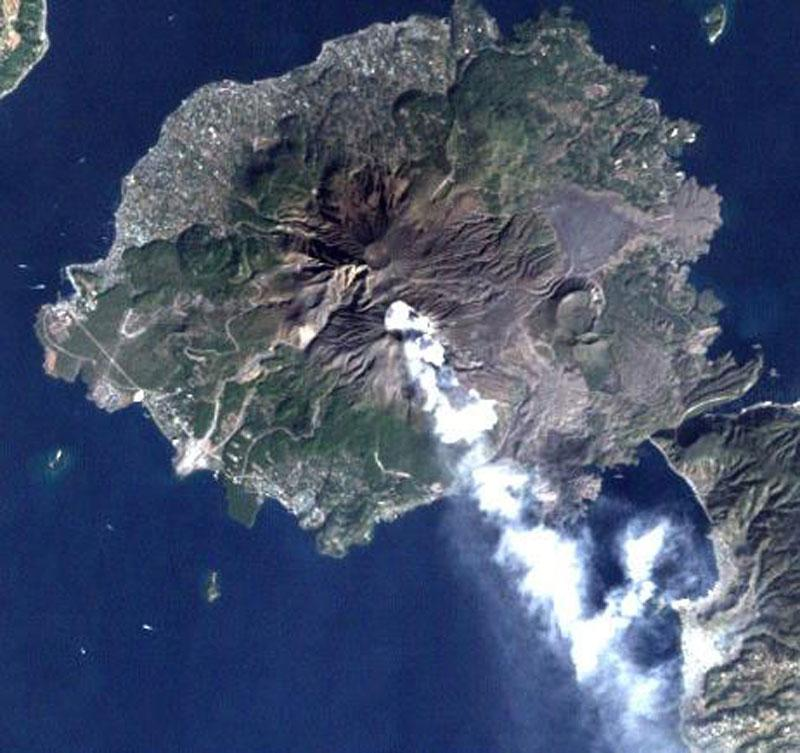
Imagem de satélite Landsat do vulcão Sakurajima.

A atividade vulcânica continua a ocorrer, despejando grandes quantidades de cinza vulcânica nos arredores do vulcão. Erupções anteriores criaram uma área montanhosa de areias brancas na região.
Sakurajima é uma montanha de compósito, cujo cume é dividido em três picos: Kitadake (pico do norte), Nakadake (pico central) e Minamidake (pico do sul), o qual está ativo atualmente.
O pico do norte (北岳, Kitadake) de hoje é o mais alto de Sakurajima, alcançando 1117 m de altitude. A montanha está localizada numa parte da Baía de Kagoshima conhecida como Baía de Kinkō (錦江湾, Kinkōwan). A antiga ilha integra a cidade de Kagoshima. A superfície desta península vulcânica é de cerca de 77 km².

## Localização e Características
Sakurajima está localizado na caldeira de Aira, formada em uma erupção enorme há 22 000 anos. Milhares de quilômetros cúbicos de cinzas e púmice foram expelidos, causando o colapso da câmara magmática abaixo das aberturas em erupção. A caldeira resultante possui 20 km de comprimento. Houve tefra lançada a distâncias de até 1000 km do vulcão. Sakurajima é um vulcão ativo moderno do mesmo vulcão da caldeira de Aira
Sakurajima foi formado por atividade posterior dentro da caldeira, iniciando-se há cerca de 13 000 anos. Está posicionado a aproximadamente 8 km ao sul do centro da caldeira. Sua primeira erupção, segundo registros históricos, ocorreu em 963 AD. A maior parte das suas erupções são estrombolianas, afetando somente as áreas do cume, Nas erupções mais vastas, do tipo pliniana, aconteceram em 1471–1476, 1779–1782 e 1914.
A atividade vulcânica em Kitadake cessou há cerca de 4900 anos: as erupções subsequentes se centraram em Minamidake.

## Erupção de 1914

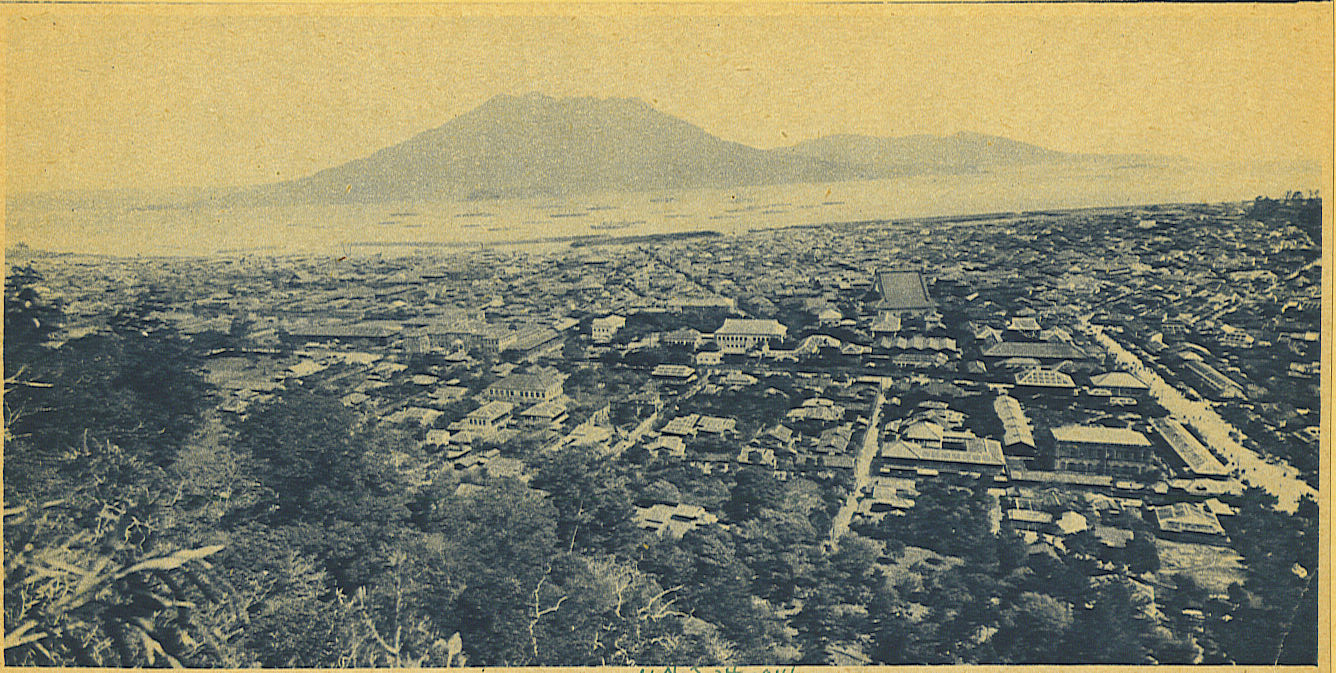
A cidade foi coberta por cinzas espessas durante a erupção de 1914 do vulcão Sakurajima, à distância na baía.

A erupção de 1914 foi a mais poderosa do século XX no Japão. Fluxos de lava encheram o estreito entre a ilha e o continente, transformando-os em uma península. O vulcão havia permanecido dormente durante mais de um século, até ao evento de 1914.
A erupção de 1914 começou em 11 de janeiro. Quase todos os residentes haviam deixado a ilha nos dias anteriores, em resposta a vários sismos que os advertiram de que uma erupção era iminente. Inicialmente, a erupção foi bem explosiva, gerando colunas de erupção e fluxos piroclásticos, mas após um forte sismo em 13 de janeiro de 1914, que matou 35 pessoas, se tornou efusiva, criando um grande fluxo de lava.
Fluxos de lava são raros no Japão—o alto conteúdo de sílica dos magmas na região fazem com que erupções explosivas sejam mais comuns—mas os fluxos de lava em Sakurajima continuaram por meses.
A ilha cresceu, engolfando diversas ilhas menores próximas, e eventualmente se tornando conectada ao continente por um istmo estreito. Partes da baía de Kagoshima ficaram significativamente mais rasas, e as correntes marítimas foram afetadas, tornando-se mais altas.
Durante os estágios finais da erupção, o centro da caldeira de Aira afundou cerca de 60 cm, devido à subsidência causada pelo esvaziamento da câmara magmática subjacente. O fato de a subsidência ter ocorrido no centro da caldeira, ao invés de diretamente abaixo de Sakurajima, evidenciou que o vulcão retirava o seu magma do mesmo reservatório que alimentou a antiga erupção que formou a caldeira. A erupção inspirou parcialmente o filme de 1914 "Wrath of the Gods" ("A ira dos deuses"), centrando-se em uma maldição de família que ostensivamente causa a erupção.

## Atividade vulcânica atual

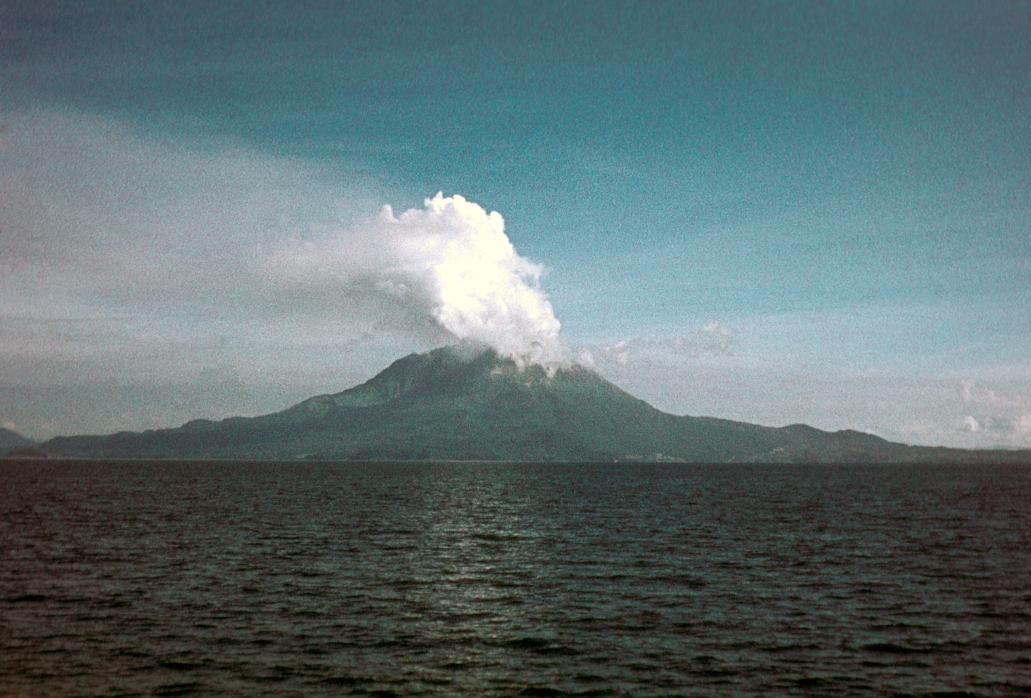
Erupção do Sakurajima em 1974.

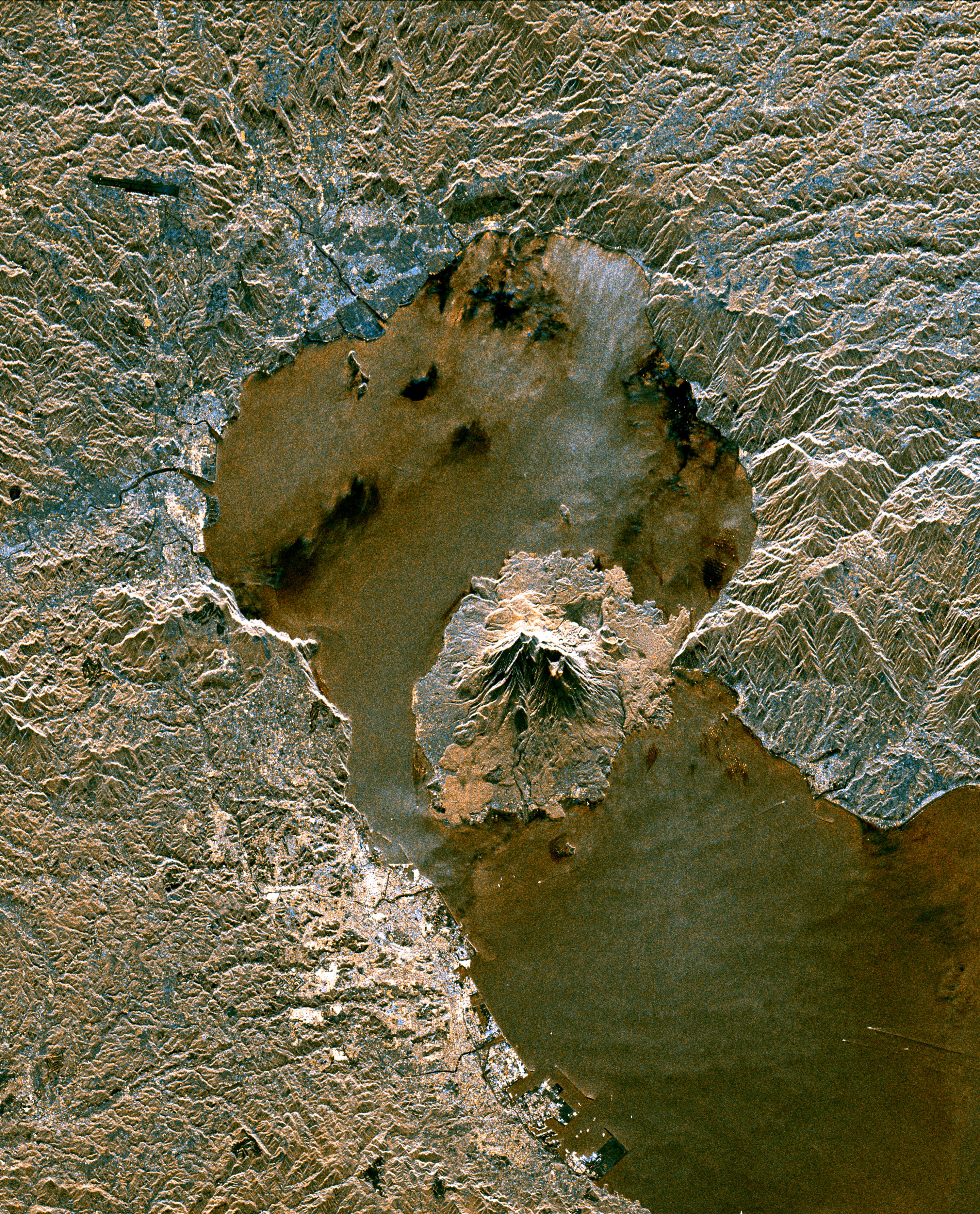
Imagem de Sakurajima a partir de um radar espacial. O vulcão localiza-se dentro da baía formada pela caldeira de Aira.

A atividade vulcânica em Sakurajima se tornou mais proeminente em 1955, e o vulcão tem entrado em erupção quase que constantemente desde então. Milhares de pequenas explosões ocorrem a cada ano, despejando cinzas a alturas de até alguns quilômetros acima da montanha. O Observatório do Vulcão Sakurajima foi criado em 1960 para monitorar estas erupções.
O monitoramento do vulcão e previsões de grandes erupções são particularmente importantes devido a sua localização em uma área densamente povoada, com os 680 000 habitantes da cidade de Kagoshima somente a poucos quilômetros do vulcão. A cidade conduz testes de evacuação regulares, e diversos abrigos foram construídos para que as pessoas possam se refugiar dos detritos vulcânicos que possam cair.
Frente aos perigos que representa às populações próximas, Sakurajima recebeu a distinção de Decade Volcano (Vulcão da Década) em 1991, sendo identificado como merecedor de estudo particular como parte da Década Internacional para a Redução de Desastres Naturais das Nações Unidas.
Sakurajima faz parte do Parque Nacional de Kirishima-Yaku, e seus fluxos de lava são uma grande atração turística. A área ao redor de  Sakurajima contém diversas estâncias turísticas de águas termais. Um dos principais produtos primários de Sakurajima é um enorme rabanete branco do tamanho de uma bola de basquetebol (sakuradaikon).
Em 10 de março de 2009, o vulcão Sakurajima entrou em erupção, espalhando detritos até 2 km de distância. Uma erupção era já esperada, após uma série de pequenas explosões no fim-de-semana. Supõe-se que não tenha havido nenhum dano devido a esta última erupção. Em 11 de setembro de 2012, entrou novamente em erupção, cuja atividade foi registrada por 4 câmeras, instaladas para monitorar as atividades do vulcão. O governo informou que cinzas foram expelidas a 4,57 km de altura.